# أري أوزاوا
أري أوزاوا (小澤亜李 أوزاوا أري) هي مؤدية أصوات يابانية ولدت في 10 أغسطس 1992 في طوكيو.

## أدوارها في الأنمي

### مسلسلات أنمي تلفزيونية
- نوزاكي-كون من مجلة الفتيات الشهرية - تشيو ساكورا
- كلاسروم كرايسس - ميزوكي سيرا
- لانس آند ماسكس - ماكيو كيدوين
- واكابا جيرل - واكابا كوهاشي
- إيتوتاما - أوما-تان
- حياة المدرسة! - كورومي إيبيسوزاوا
- كذبتك في أبريل - ناشيدا، كوموغي
- نوراغامي - تسوغوها
- نوراغامي ARAGOTO - تسوغوها
- أكويريون لوغوس - كاران أوميناغي
- متتابعة أكاديمية ميكاغورا - أوتوني فوجيشيرو
- هاي سكول D×D بورن - ميليكاس غريموري
- ماريا العذراء - ريغليس
- مدينة مدارس القتال أستريسك - كيرين تودو
- أكتيف رايد: الفريق الثامن من قسم الإقتحام المتنقل - أساري كازاري
- بوبوكي بورانكي - كوغاني أسابوكي
- بوبوكي بورانكي: عمالقة الكوكب - كوغاني أسابوكي
- مشكلة في نادي الفن - ميزوكي أوسامي
- WWW.ووركينغ!! - روي ناغاتا
- كاليغولا - ناروكو موريتا
- نيفرلاند الموعودة - كوني

### أفلام أنمي
- بوبين Q - أساهي أوميتشي

## أدوارها في ألعاب الفيديو
- طوكيو زانادو - واكابا يوزوكي

## وصلات خارجية
- أري أوزاوا على موقع IMDb (الإنجليزية)
- أري أوزاوا على موقع ميوزك برينز (الإنجليزية)
- أري أوزاوا على موقع ديسكوغز (الإنجليزية)
- أري أوزاوا على موقع قاعدة بيانات الفيلم (الإنجليزية)
- أري أوزاوا على موقع ANN person (الإنجليزية)